# Aero A-304
L'Aero A-304 era un bombardiere leggero ricognitore monoplano, bimotore, prodotto dall'azienda cecoslovacca Aero Vodochody negli anni trenta del XX secolo.

## Storia del progetto
Dopo il rifiuto della compagnia nazionale Československé Státní Aerolinie di acquistare il velivolo da trasporto civile Aero A-204, tale aereo suscitò l'interesse del Ministero della Difesa Nazionale (MNO). Il crescere delle tensioni con la Germania portò il governo a varare un piano di emergenza per il riequipaggiamento delle forze armate. Nel 1936 venne emessa una specifica relativa all'adozione di un nuovo bombardiere leggero con secondarie capacità di ricognizione. Al requisito risposero la Letov, con il progetto Š-50, la CSK-Praga con l'E-71 e l'Aero con un derivato del precedente A-204. Vincitore della specifica fu ritenuto il nuovo A-304 che, nel corso del 1937, ottenne un ordine per 15 esemplari da parte del Ministero della Difesa. L'ufficio tecnico della ditta mantenne la configurazione originale del precedente tipo, introducendo un muso vetrato per il bombardiere/osservatore, e i nuovi motori sovralimentati Walter Super Castor 1-MR da 430 CV a 0 m. Il prototipo effettuò il suo primo volo nel corso dello stesso anno.

## Tecnica

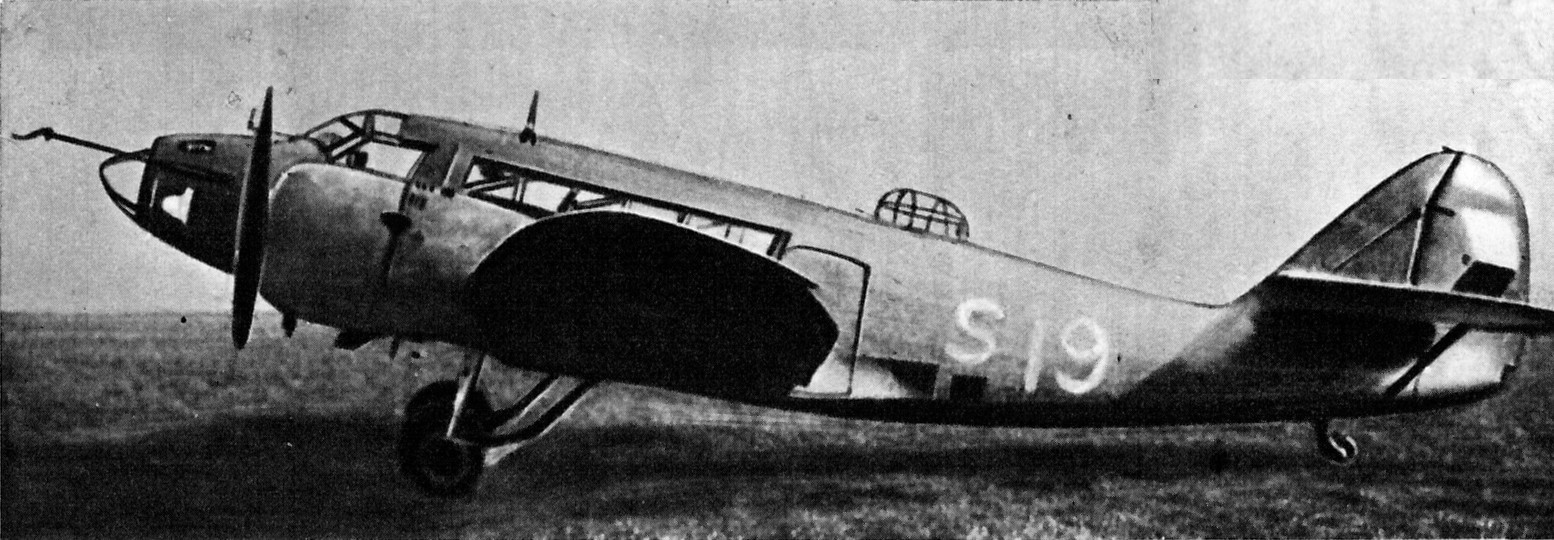
Altra vista del prototipo del bombardiere Aero A-304.

L'Aero A-204 era un velivolo da bombardamento leggero e ricognizione dall'aspetto convenzionale; monoplano bimotore ad ala bassa di costruzione mista.
La fusoliera e i piani di coda presentavano una struttura realizzata in tubi di acciaio saldati, rivestita in tela. La stessa terminava posteriormente in una coda tradizionale dotata di impennaggio monoderiva L'ala era montata bassa e a sbalzo, realizzata in legno e ricoperta da un rivestimento lavorante in compensato.
La fusoliera a sezione ovale integrava la cabina di pilotaggio a posti affiancati, dotata di doppi comandi, per l'addestramento degli allievi piloti. Era stata prevista l'installazione di una fotocamera da ricognizione ad azionamento manuale sul muso, ed una ad azionamento automatico sul retro della fusoliera.
Il carrello d'atterraggio presentava configurazione a triciclo classico con gli elementi anteriori, retrattili per azionamento idraulico, che alloggiavano nella parte posteriore delle gondole motori, integrati da un ruotino posteriore d'appoggio posizionato sotto la coda, dotato di carenatura.
La propulsione era assicurata da due motori radiali sovralimentati, posizionati in gondole alari, Walter Super Castor I-MR. a 9 cilindri raffreddati ad aria eroganti la potenza 430 CV al livello del mare, ed azionanti un'elica tripala metallica. Tutto il combustibile era ospitato nelle ali e la capacità totale era pari a 924 litri (244 galloni).
L'armamento si basava su tre mitragliatrici calibro 7,92 mm, una tipo ZB-30 era installata sul muso in caccia, una tipo Vz 30 in una torretta dorsale ad azionamento manuale, mentre una tipo Vs 30 era installata in una postazione ventrale, ricavata da una botola sul pavimento. La capacità di trasporto bombe era pari a 300 kg.

## Impiego operativo
Le consegne iniziarono nel corso del 1938, e i collaudi a cui fu sottoposto il prototipo diedero esito positivo, tanto che il Ministero della Difesa aumentò l'ordine a 19 esemplari. Entro la fine dell'anno la consegna dei primi quindici A-304 era stata completata quando le forze tedesche occuparono la Boemia e la Moravia, e i velivoli furono prontamente incorporati dalla Luftwaffe. Nel corso del 1938 l'aereo aveva interessato le aeronautiche di Grecia e Romania, ma ogni ulteriore sviluppo fu bloccato dalla autorità tedesche.

### Bulgaria
In seguito all'adesione del Regno di Bulgaria al Patto Tripartito l'aeronautica bulgara ricevette la fornitura di numerosi tipi in surplus della Luftwaffe. Fra questi aerei si trovavano anche cinque Aero A-304 che, designati Pelikan, prestarono servizio con compiti antisommergibili sul mar Nero fino alla loro radiazione avvenuta nel 1943, quando l'ultimo esemplare fu destinato a compiti di collegamento.

### Germania
Nel marzo 1939 l'aeronautica tedesca requisì tutti i velivoli in servizio presso quella cecoslovacca, e tra di essi vi erano anche i quindici Aero A-304. Le cellule dei rimanenti quattro esemplari del secondo ordine si trovavano ancora in costruzione, e furono demolite in fabbrica. Gli aerei entrarono in servizio presso la Flugzeugfuhrerschule (scuola di pilotaggio) A/B 71. a Prostejov, nei pressi di Olomouc, in Moravia. A partire dall'inizio del 1941 i velivoli superstiti furono resi disponibili per l'esportazione.

## Versioni
- Aero A-404: prevista versione migliorata, sviluppata a partire dal marzo 1938, dotata di fusoliera ridisegnata, cabina di pilotaggio modificata, propulsori Walter Sagitta I-SR da 500 CV, e velocità massima aumentata. Nonostante il progetto fosse promettente, la ditta non ritenne opportuno avviare i lavori di realizzazione del prototipo, perché impegnata a fondo nella produzione dei caccia Avia B-534 e del bombardiere Avia B-71.

## Utilizzatori
Bulgaria
- Vazhdushnite na Negovo Velichestvo Voiski

 Cecoslovacchia
- Češkoslovenske Vojenske Letectvo

 Germania
- Luftwaffe

 Slovacchia
- Slovenské vzdušné zbrane

operò con tre esemplari appartenuti alla precedente identità nazionale cecoslovacca, tutti radiati entro il 1945.

### Annotazioni
1. ↑  Il primo esemplare fu consegnato nel mese di settembre, e gli altri 14 tra l'ottobre e la fine dell'anno.
2. ↑  L'invasione tedesca avvenne nel marzo 1939, con l'occupazione del rimanente territorio cecoslovacco.

### Fonti
1. 1 2  Green 1967, p. 45.
2. 1 2 3 4 5  Boroli, Boroli 1983, p. 54.
3. 1 2 3 4 5 6  Уголок неба.
4. ↑  Boroli, Boroli 1983, p. 55.